# 7 Eskadra Lotnictwa Taktycznego
7 Eskadra Lotnictwa Taktycznego – powołana na podstawie zarządzenia Ministra Obrony Narodowej nr PF-74/Org. z dnia 15 lipca 1999 roku i rozkazu Szefa Sztabu Generalnego WP nr 083/Org. z dnia 9 sierpnia 1999 roku jednostka lotnicza o profilu myśliwsko-bombowym wydzielona do Sił Szybkiego Reagowania NATO.

## Historia
Eskadra kontynuowała tradycje 7 pułku lotnictwa bombowo-rozpoznawczego, którego historia rozpoczęła się od powołania na podstawie rozkazu nr 019 z dnia 22 stycznia 1946 Naczelnego Dowódcy  Wojska Polskiego i otrzymała nazwę: "7 samodzielny pułk lotniczy bombowców nurkujących". Na miejsce jego bazowania została wyznaczona Leźnica Wielka, koło Łęczycy, a pierwszym polskim dowódcą został mjr pil. Szczepan Ścibior.
W początkowym okresie swojej historii jednostka była wielokrotnie przebazowana. Kolejno stacjonowała na lotniskach:
- Poznań-Ławica: 12 kwietnia 1947 – 23 października 1950
- Malbork: 24 października 1950 – 3 kwietnia 1952
- Bydgoszcz: 4 kwietnia 1952 – 7 kwietnia 1953
- Warszawa-Babice: 8 kwietnia 1953 – 7 października 1953
- Modlin: 8 października 1953 – 3 lipca 1957
- Powidz: 4 lipca 1957 do dzisiaj

## Szkolenie
Od momentu powołania 7 eskadra lotnictwa taktycznego otrzymała zadanie uzyskania interoperacyjności z jednostkami lotniczymi NATO. W tym celu piloci eskadry szkoleni byli przez instruktorów ze Stanów Zjednoczonych, Wielkiej Brytanii i Kanady według Programu Osiągania Zdolności Bojowej do osiągnięcia statusu gotowości do działań "Combat Ready" realizując roczny nalot ponad 120 godzin. Czterech pierwszych pilotów zakończyło to szkolenie w połowie 2000 roku, przez co stali się pierwszymi polskimi lotnikami z uprawnieniami do lotów w ramach sił NATO. Byli to majorowie: Tadeusz Mikutel, Wojciech Stępień, Krzysztof Walczak oraz kapitan Grzegorz Węglorz, (niepełne szkolenie przeszedł major Adam Świerkocz, który status "Combat Ready" osiągnął w 2002 roku). Trzech pierwszych pilotów zdobyło także uprawnienia instruktorskie, w celu szkolenia pozostałej części eskadry.
Już w maju 2000 roku cztery samoloty eskadry, 11 załóg lotniczych oraz personel techniczny wzięli udział w międzynarodowych ćwiczeniach lotniczych "Cooperative Banners 2000" w Stavanger w Norwegii. Podczas tych ćwiczeń 29 maja 2000 – został zrealizowany pierwszy wylot samolotów eskadry całkowicie poza granicami kraju we wspólnym ugrupowaniu z norweskimi F-16. Od czasu tamtych ćwiczeń dzień ten jest uznawany za święto eskadry.
Na przełomie września i października 2001 eskadra, jako pierwsza w Polsce jednostka lotnicza, była poddana kontroli gotowości do działań według procedur NATO – TACEVAL. W czasie kontroli jednostka została przebazowana na lotnisko operacyjne, z którego realizowała misje uderzeniowe na poligonie. Wszystkie zadania wykonywane były zgodnie z zasadami stosowanymi w Sojuszu, z wykorzystaniem języka angielskiego jako podstawowego języka dowodzenia i współdziałania. Zarówno personel latający jak i techniczny potwierdził tym swoją gotowość do działań w strukturach NATO.
Eskadra od początku istnienia uczestniczyła w wielu krajowych i zagranicznych międzynarodowych ćwiczeniach lotniczych:
- Cooperative Banners 2000
- Nato Air Meet 2000
- Strong Resolve 2002
- Clean Hunter 2003, 2005
- Sentry White Falcon 2004
- Lone Cat 2004, 2005
- Polish Tiger 2006, 2007
- Italian Dancer 2005, 2007

Piloci eskadry (mjr M. Erdmański, kpt. M. Kejna, kpt. W. Śramkowski) trzykrotnie reprezentowali Wojska Lotnicze i Obrony Powietrznej wykonując pokaz indywidualnego pilotażu na Su-22 podczas pokazów lotniczych AIR SHOW w Radomiu w latach 2001–2003.
Dnia 25 września 2007 w okolicach Jasienia k. Kościanu podczas polsko-włoskiej wymiany "Italian Dancer 2007" pilot eskadry (por. G. Gołas) katapultował się wraz z pilotem włoskim z uszkodzonego po zderzeniu z ptakiem samolotu Włoskich Sił Powietrznych typu AMX. 

## Dowódcy eskadry
- ppłk Tadeusz Mikutel w latach 2000–2002
- ppłk Janusz Duda 2002–2004
- ppłk Jacek Łazarczyk 2004–2007
- ppłk Maciej Trelka 2007–2008
- ppłk Marek Ławicki 2008–2010

## Wyposażenie

### Wyposażenie historyczne
- Tu-2S: od 1950 do 1957
- Ił-28: od 1952. Podczas parady lotniczej z okazji tysiąclecia państwa polskiego 33 z nich utworzyły szyk "Orła".
- Su-20: od kwietnia 1974.

### Wyposażenie współczesne

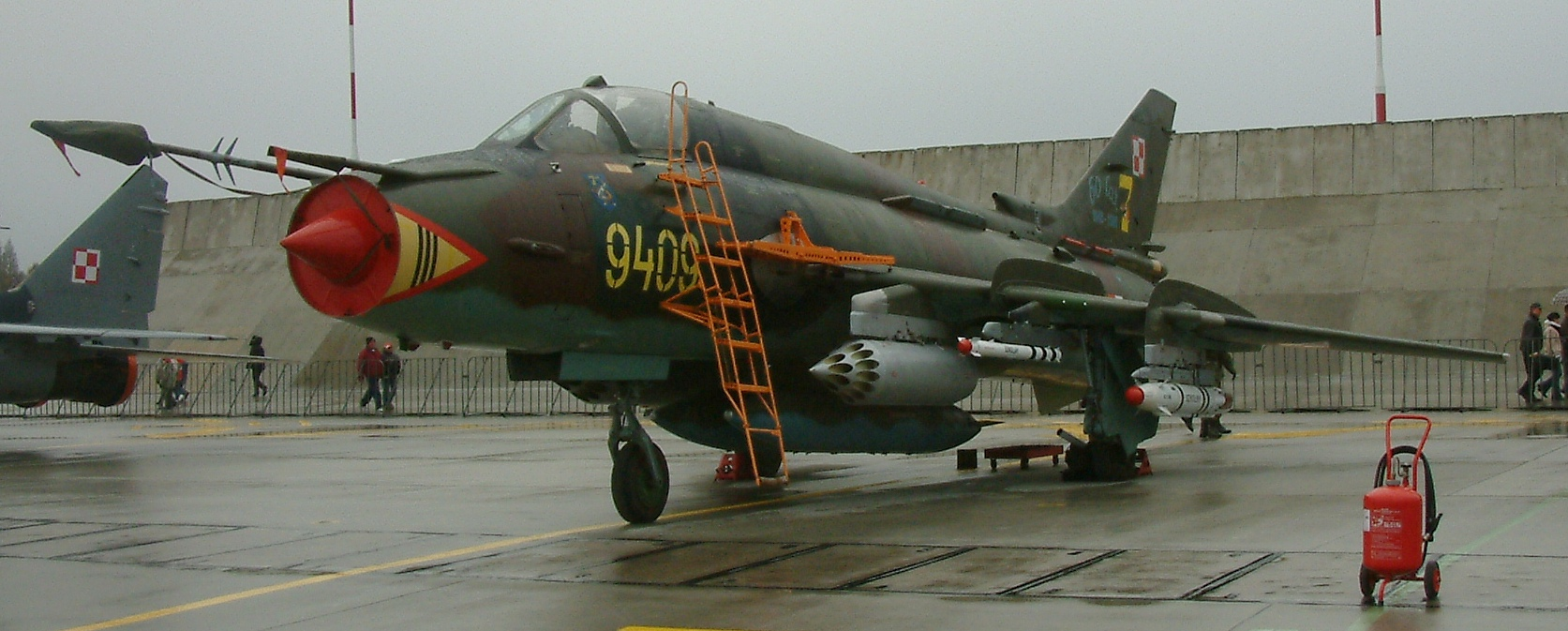
Su-22M4K w barwach 7 elt na wystawie w 31 Bazie Lotniczej

Eskadra wyposażona jest od maja 1986 roku w samoloty myśliwsko-bombowe Su-22, w kodzie NATO oznaczone nazwą "Fitter-K". Samoloty te występują w dwóch wariantach: jednomiejscowy Su-22M4 oraz dwumiejscowy Su-22UM3K. Oba są jednosilnikowymi, turboodrzutowymi, naddźwiękowymi samolotami o zmiennym kącie skosu skrzydeł, przeznaczonymi głównie do zwalczania celów naziemnych oraz nawodnych, a także do wykonywania lotniczego rozpoznania wzrokowego, fotograficznego oraz radioelektronicznego.

## Dyslokacja do Świdwina
Na przełomie 2007 i 2008 roku 7 eskadra lotnictwa taktycznego rozkazem Ministra Obrony Narodowej została przeniesiona na stałe do 21 bazy lotniczej w Świdwinie. Powodem przebazowania była zmiana charakteru 33 bazy lotniczej w Powidzu, która od tej pory miała zostać bazą dla samolotów transportowych, między innymi polskich C-130 Hercules. Ostatni wylot samolotów Su-22 z lotniska w Powidzu nastąpił 5 lutego 2008. Obecnie samoloty eskadry służą razem z samolotami 40 eskadry lotnictwa taktycznego wspólnemu realizowaniu zadań bojowych obydwu eskadr.